# Таулов, Фриц
Фриц Та́улов (норв. Frits Thaulow, 20 октября 1847 года, Христиания — 5 ноября 1906 года, Волендам, Нидерланды) — норвежский художник-пейзажист, один из наиболее значительных представителей норвежской живописи XIX века.

## Биография
Родился в семье аптекаря. Учился в Академии художеств в Копенгагене у Карла Фредерика Сёренсена с 1870 по 1872 год, затем в 1873—1875 годах в Карлсруэ у Ханса Гуде. Так как Сёренсен был маринистом, то и Таулов начинал с морских пейзажей. Затем он переехал в Париж, где оставался до 1880 года, и испытал сильнейшее влияние французских импрессионистов. Таулов также часто проводил время в художественной колонии скандинавских художников, основанной Микаэлем Анкером, в датском Скагене на северной оконечности полуострова Ютландия. В 1880 году он вернулся в Норвегию, где наряду с Кристианом Крогом и Эриком Вереншёллем стал одной из крупнейших фигур художественной сцены Осло, выступавших за самостоятельную ценность искусства и распространением его за пределы круга интересов обывателей. В 1882 году стал одним из основателей ежегодной выставки современного искусства в Осло, Høstutstillingen («Осенняя выставка»). В Осло Таулов в основном работал над городскими пейзажами, всегда на пленэре, изображая идущих по улицам людей. Кроме того, он получил известность своими зимними пейзажами, изображением снега. В 1892 году Таулов снова переехал во Францию, а в 1898 году, после путешествия в США, окончательно поселился в Париже. Фриц Таулов был одним из немногих норвежских художников, получивших международную известность, при жизни он был достаточно финансово успешен и выставлялся в престижных галереях. Умер в Нидерландах в 1906 году.

## Галерея

Некоторые работы
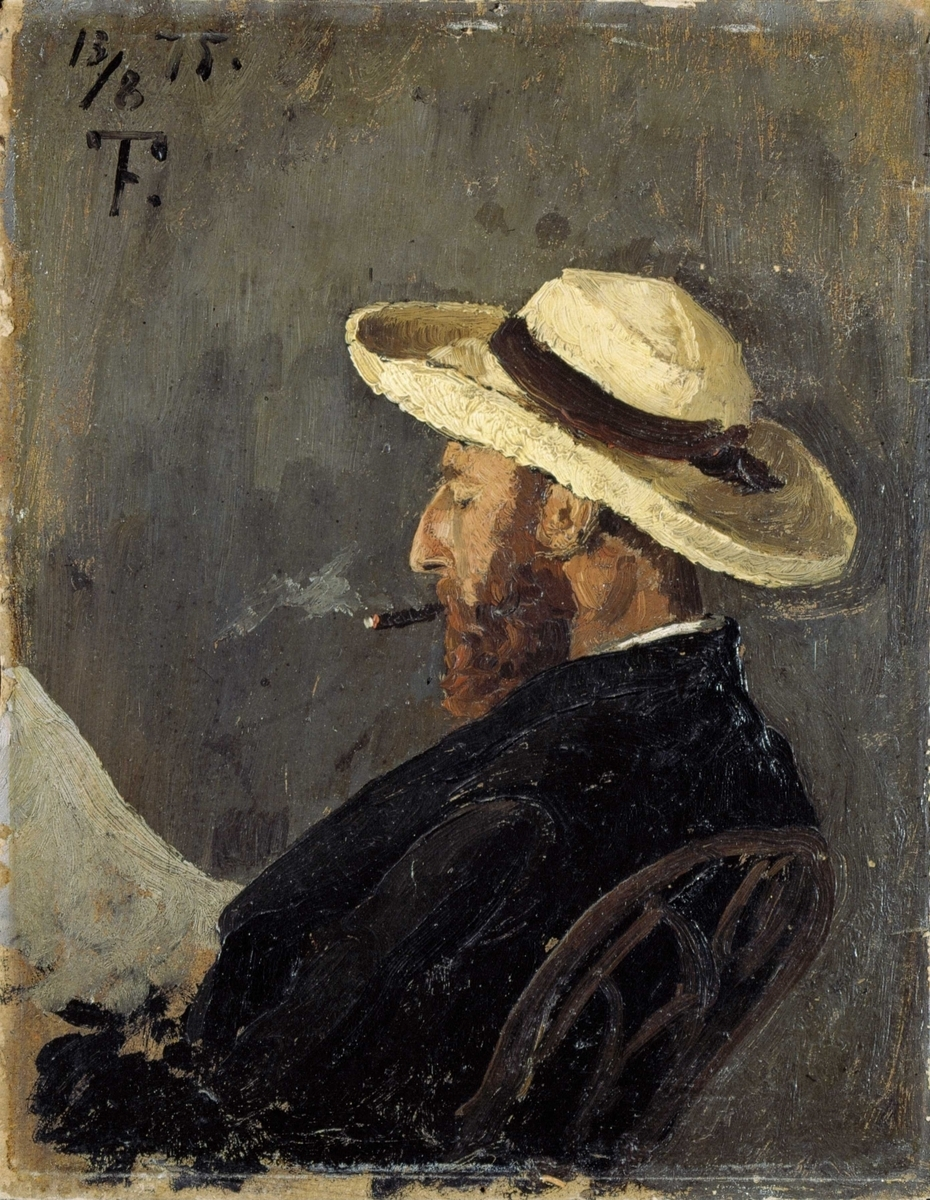
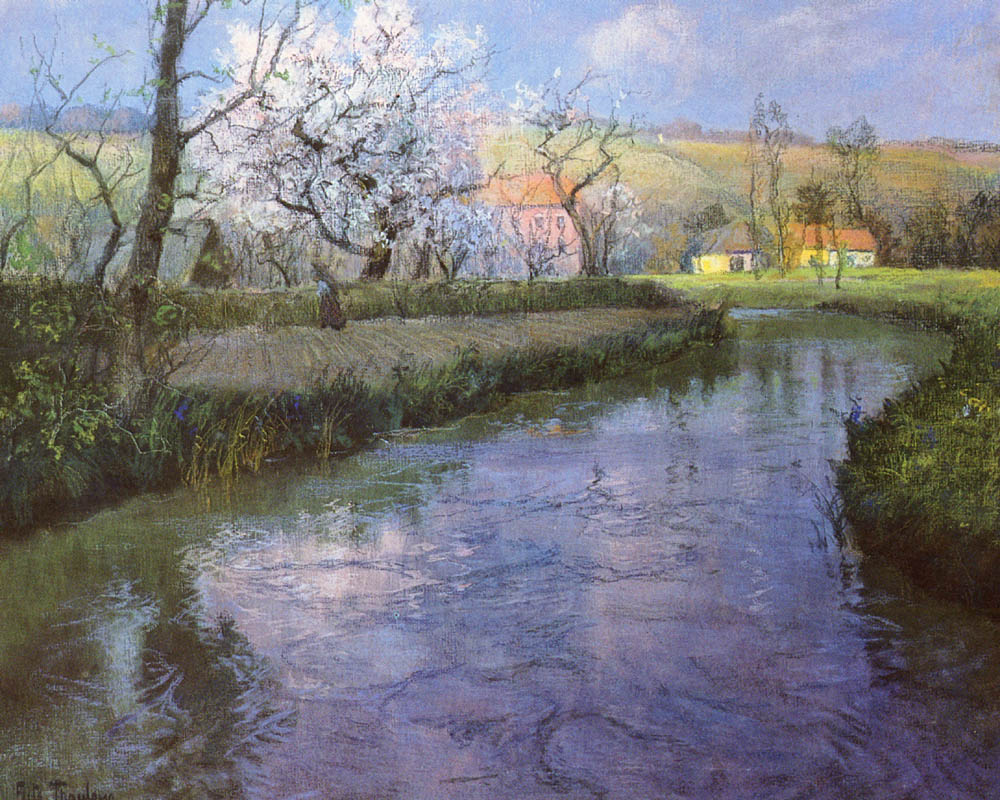
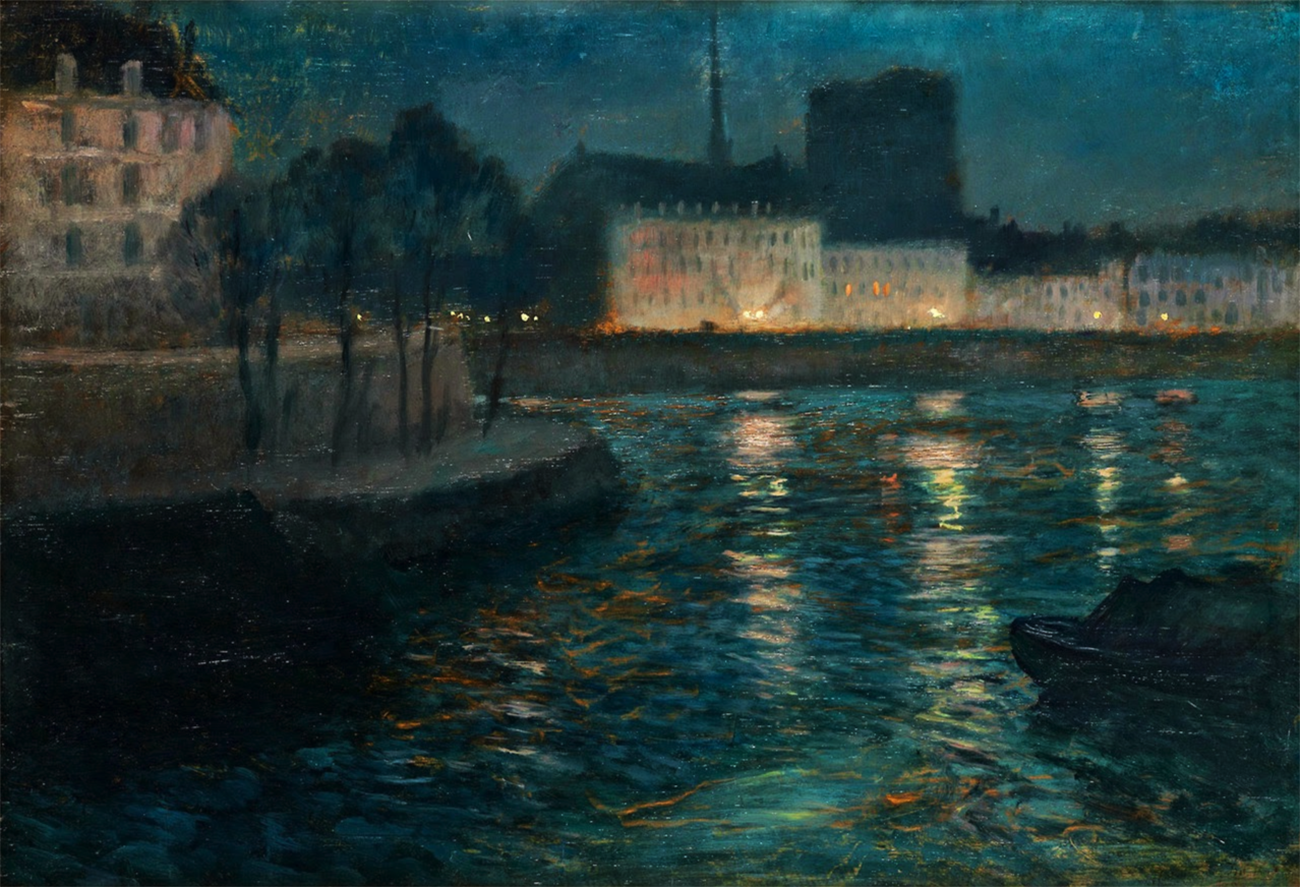
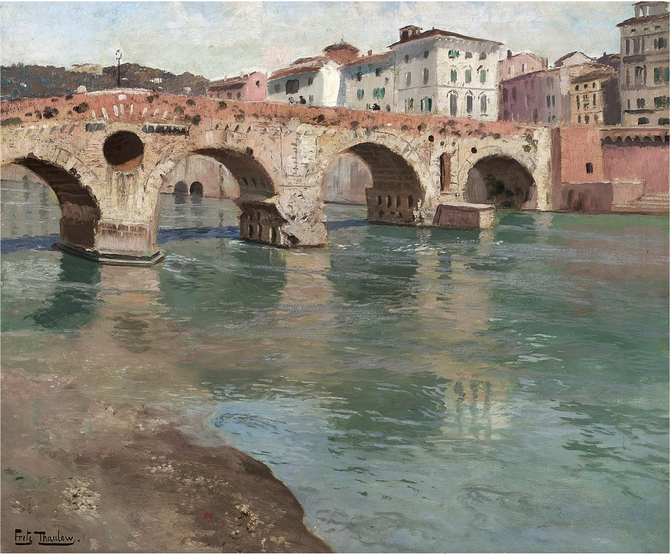
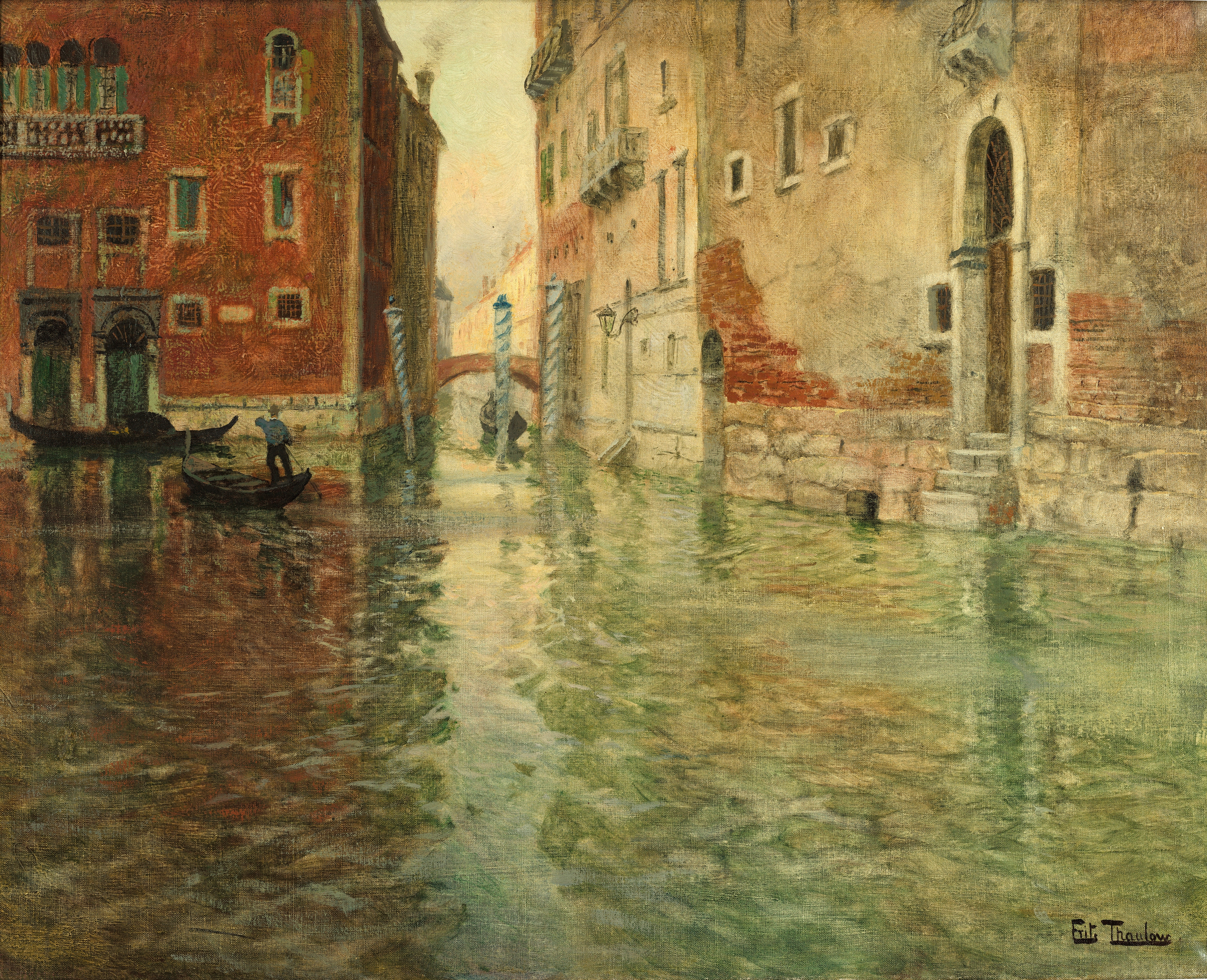
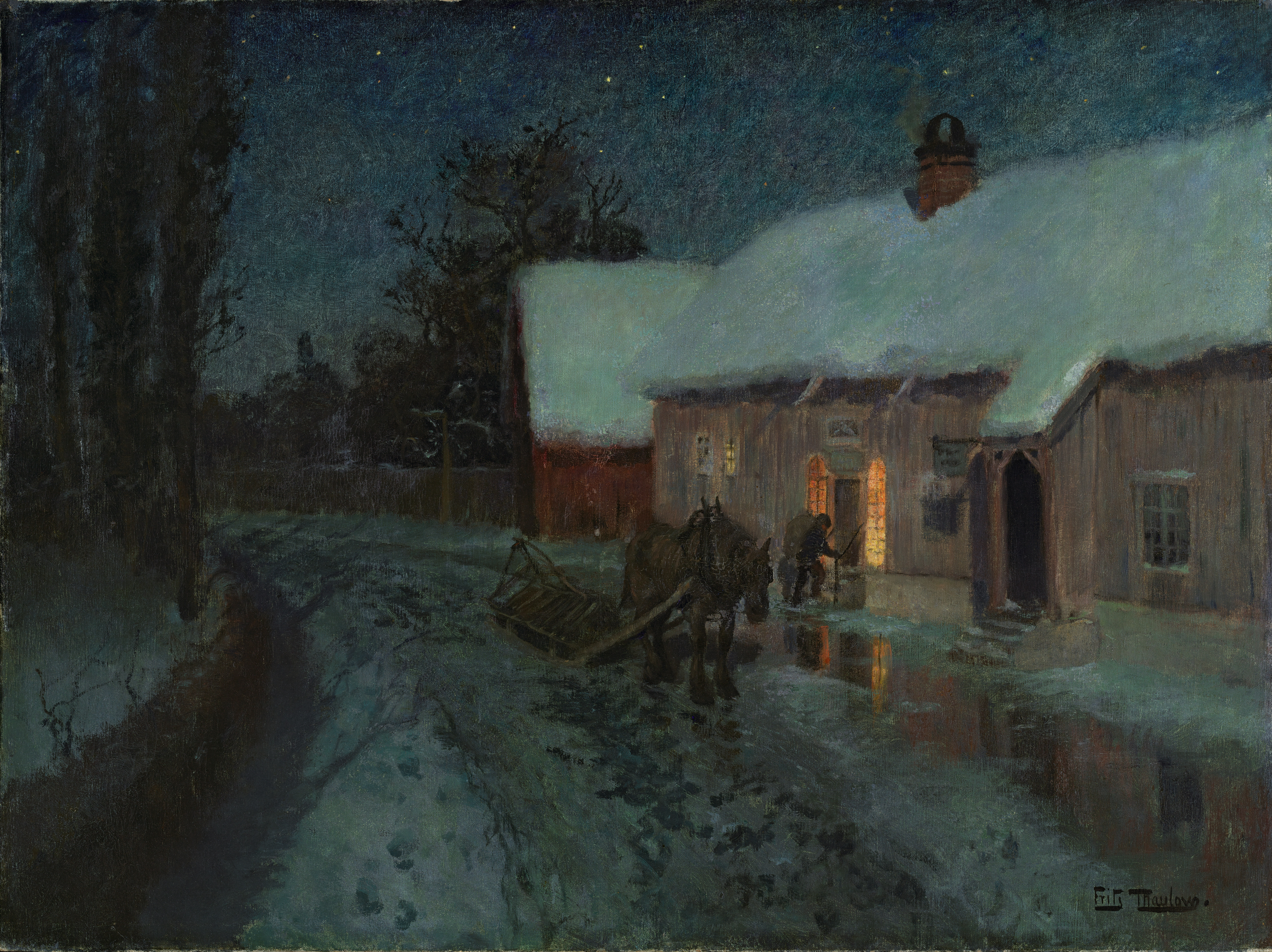
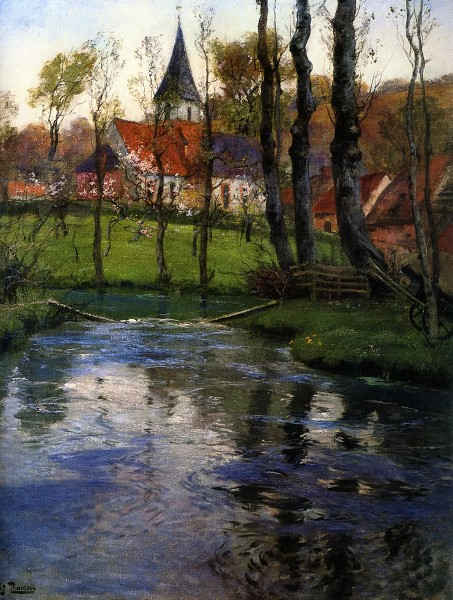
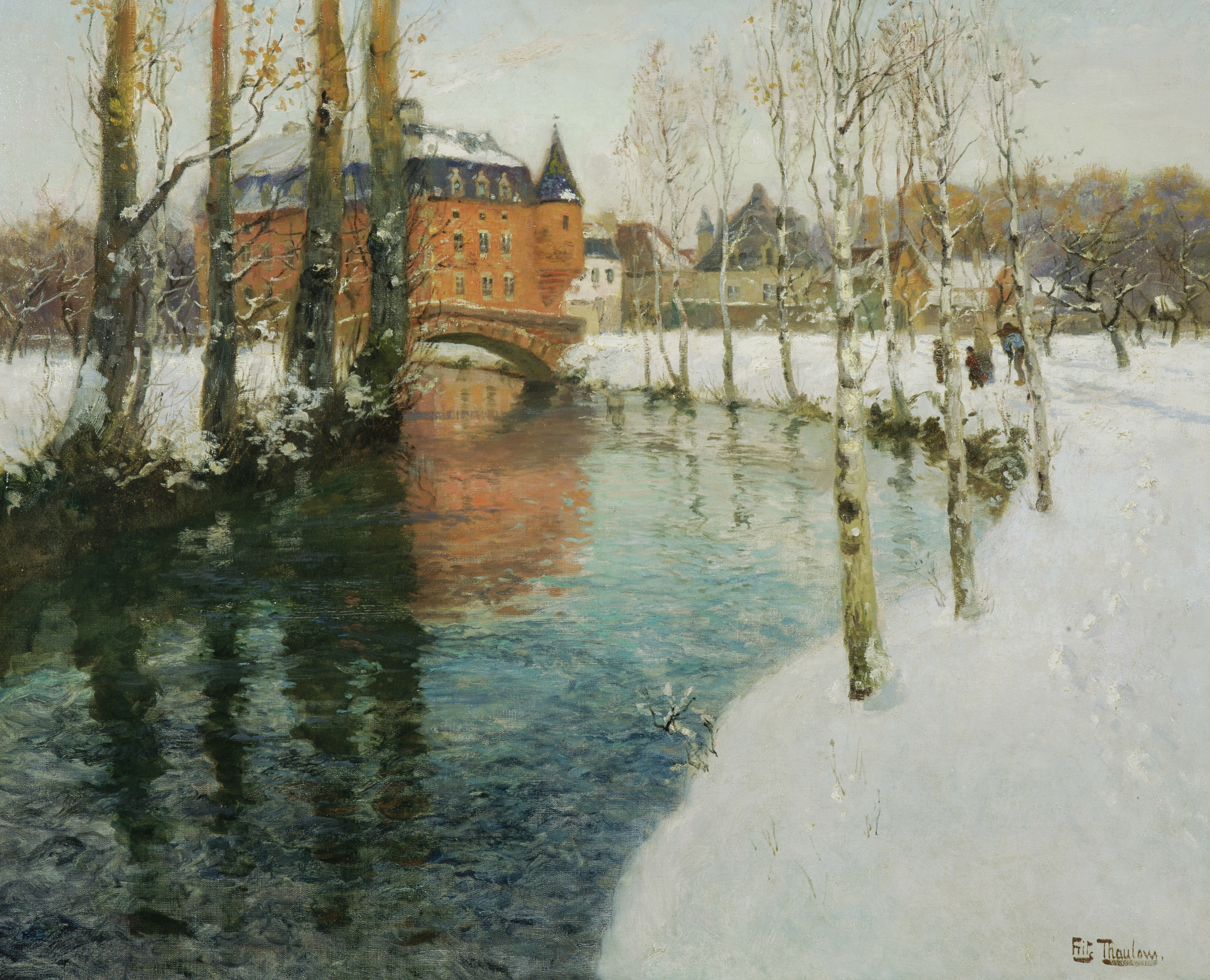
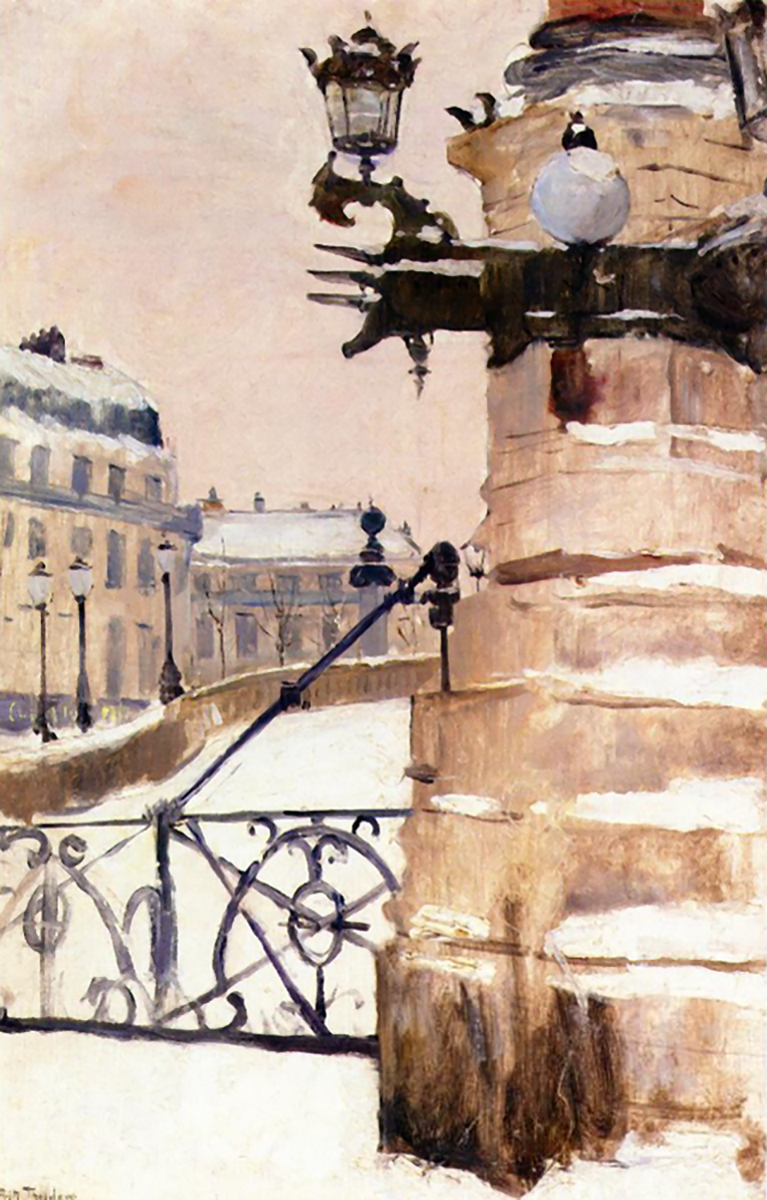
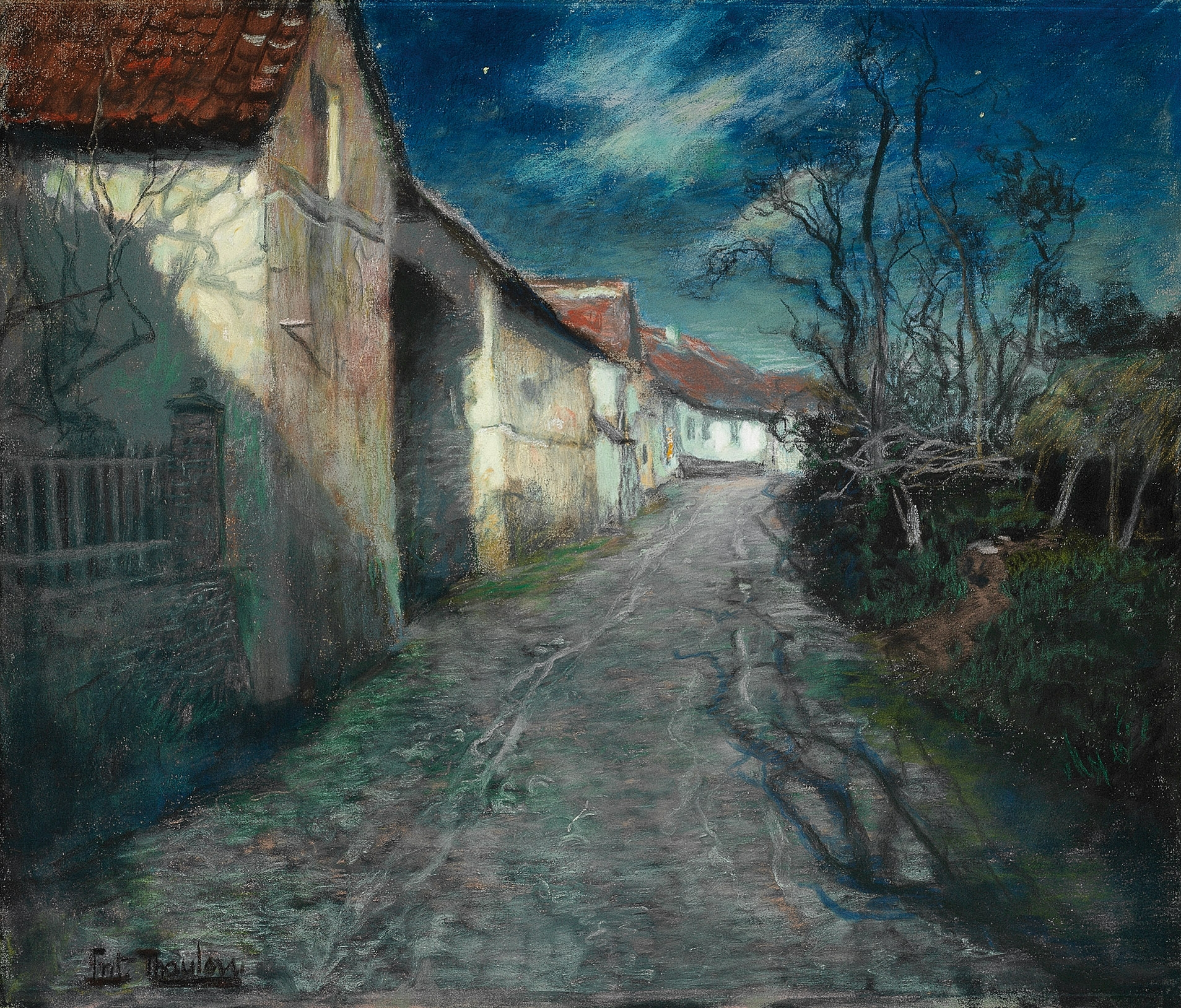
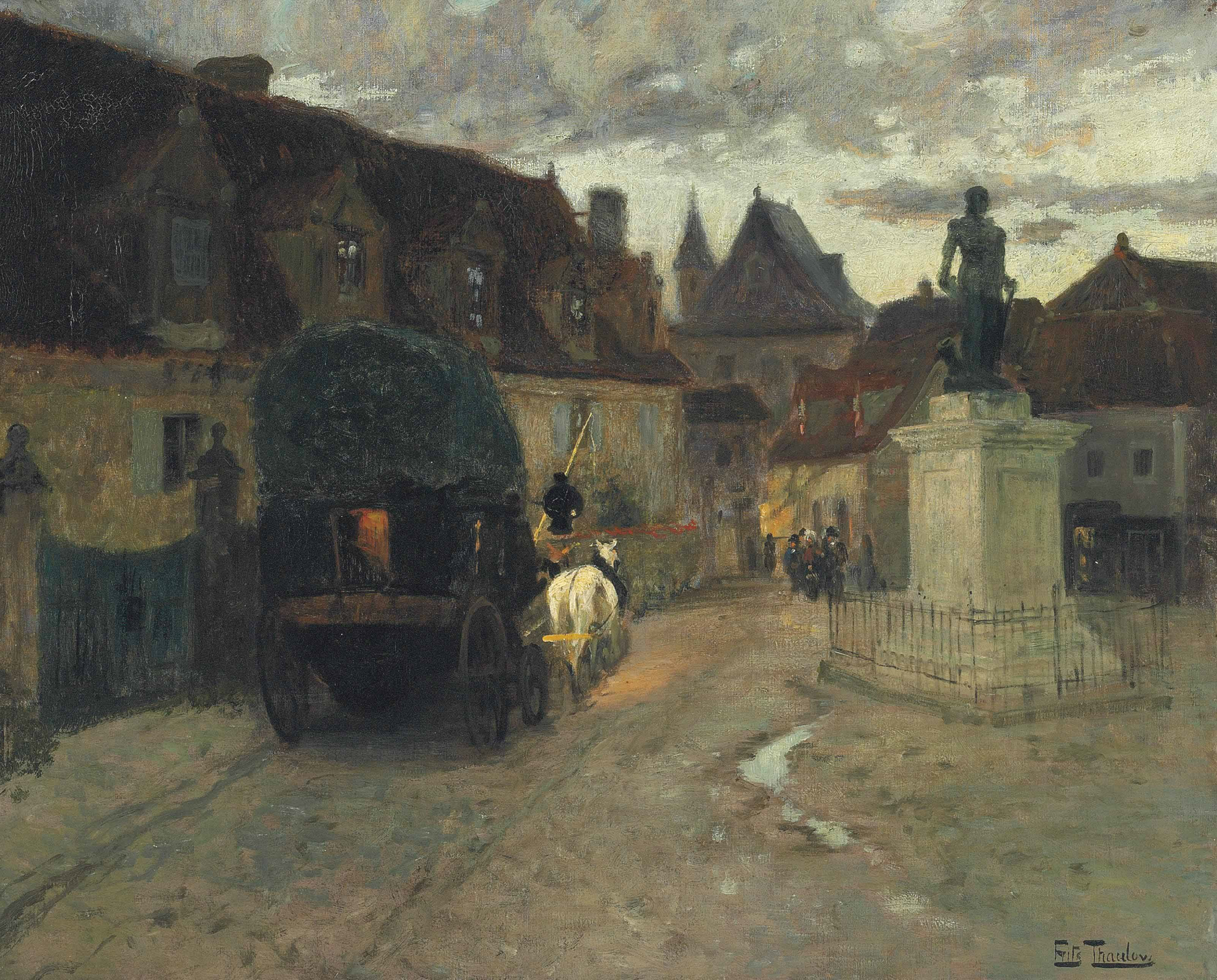
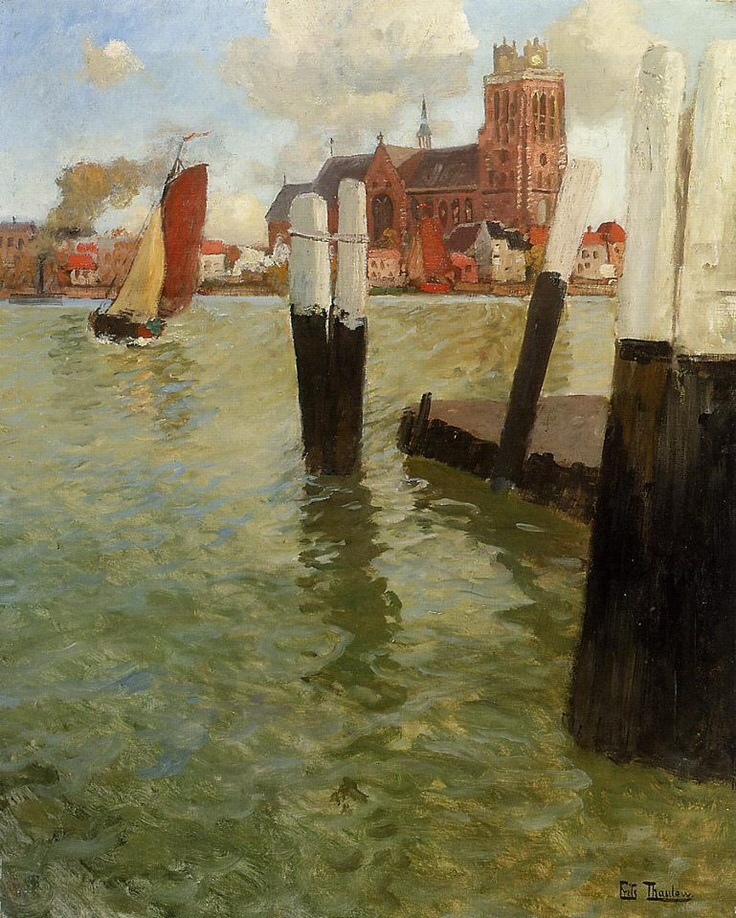
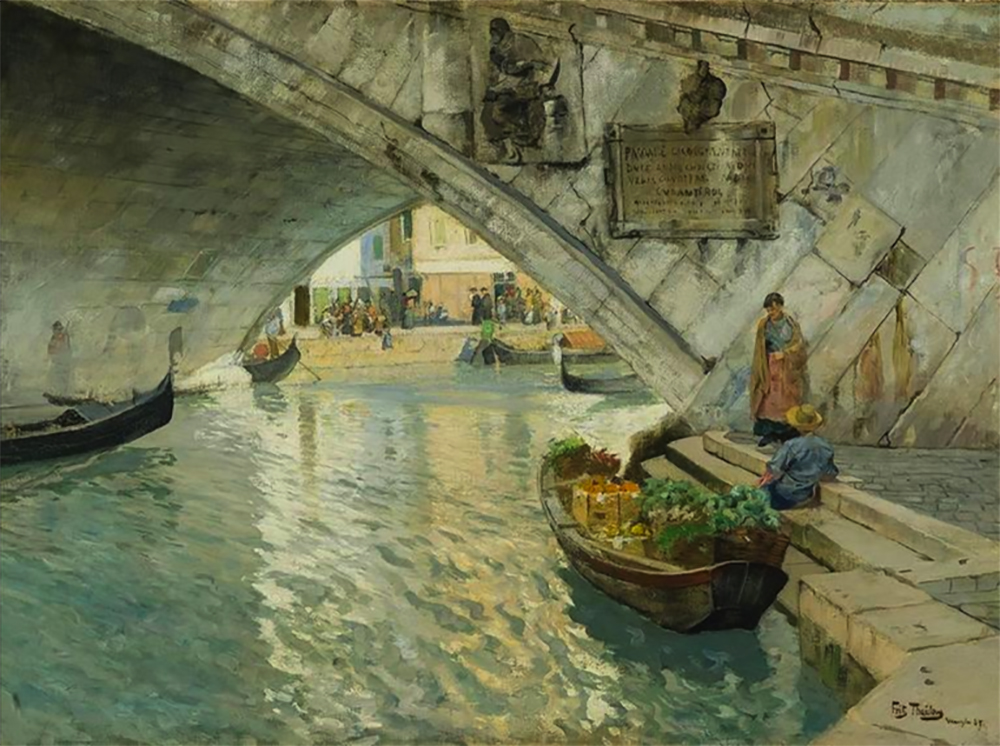
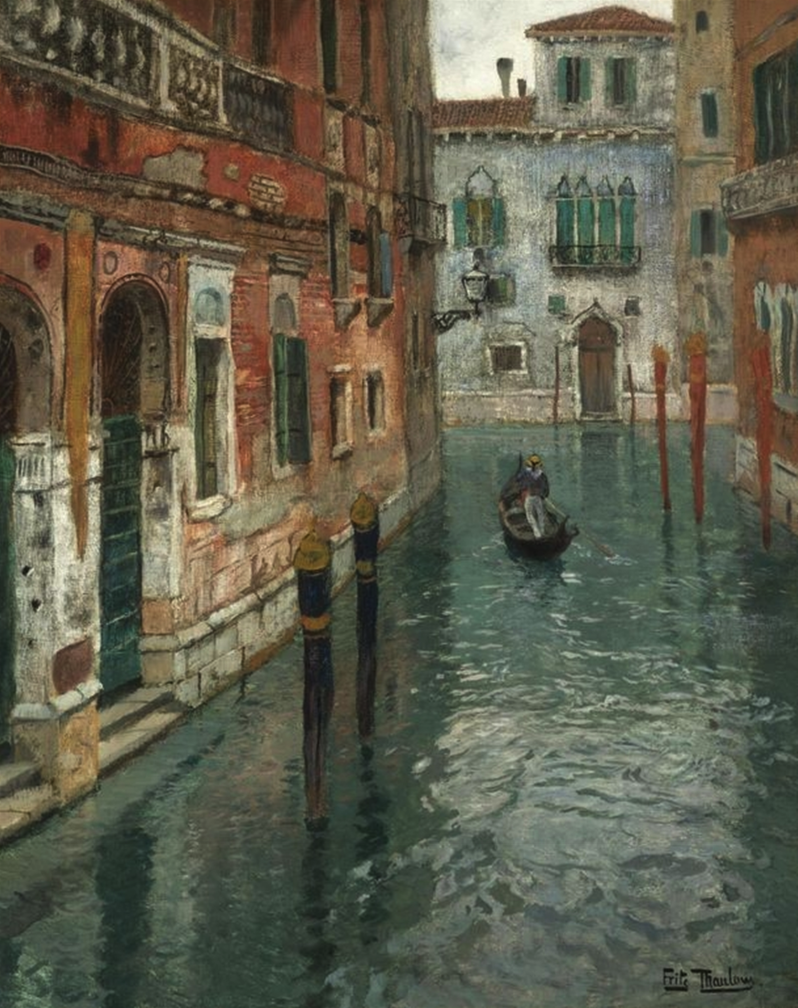
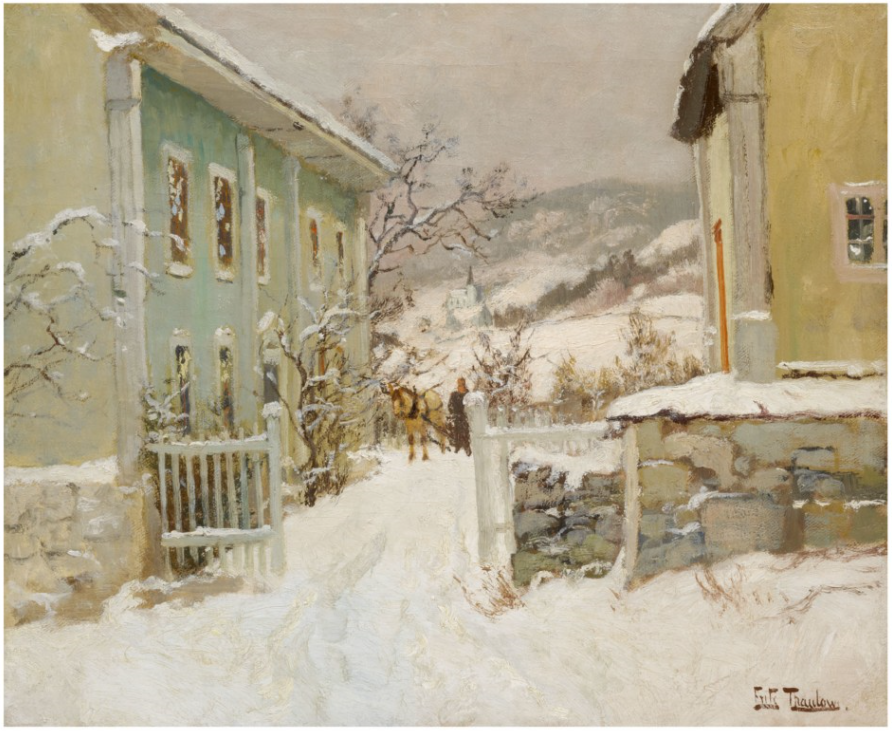
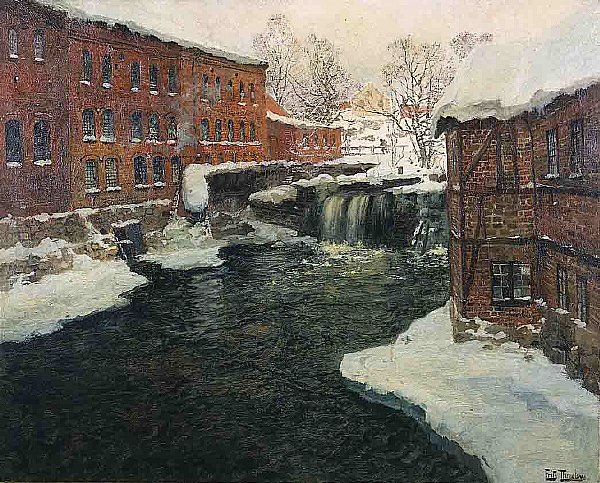
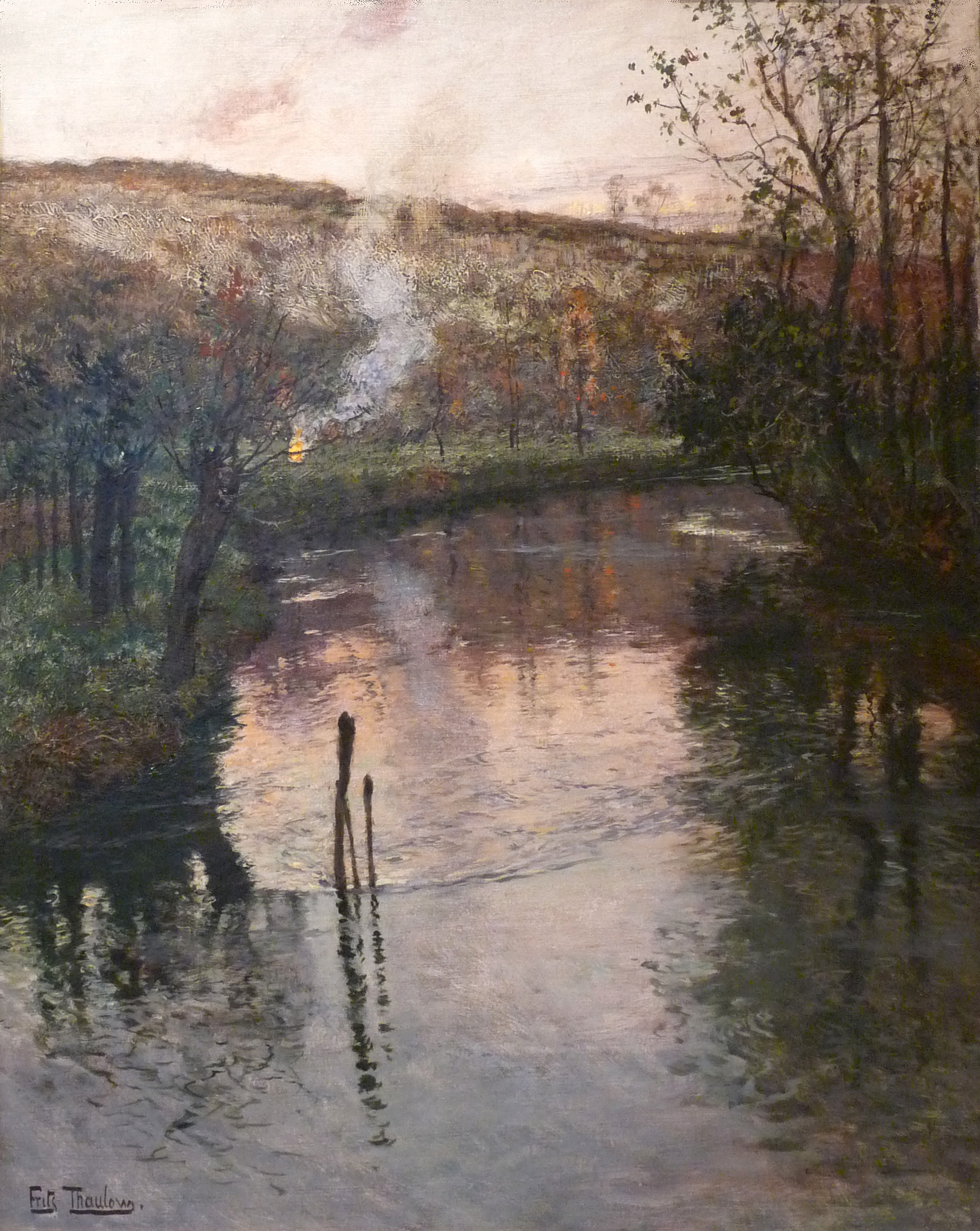